# Echinogorgia toombo
Echinogorgia toombo är en korallart som beskrevs av Manfred Grasshoff 1999. Echinogorgia toombo ingår i släktet Echinogorgia och familjen Plexauridae. Inga underarter finns listade i Catalogue of Life.